# Demetrio Lozano
Demetrio Lozano Jarque (* 26. September 1975 in Alcalá de Henares, Spanien) ist ein spanischer ehemaliger Handballtrainer, der zuvor als Handballspieler aktiv war.
Lozano, der zuletzt für den spanischen Club BM Aragón spielte und von 1995 bis 2008 für die spanische Nationalmannschaft auflief, konnte im Rückraum vielfältig eingesetzt werden; am liebsten spielte er auf Rückraum links.

## Vereinskarriere

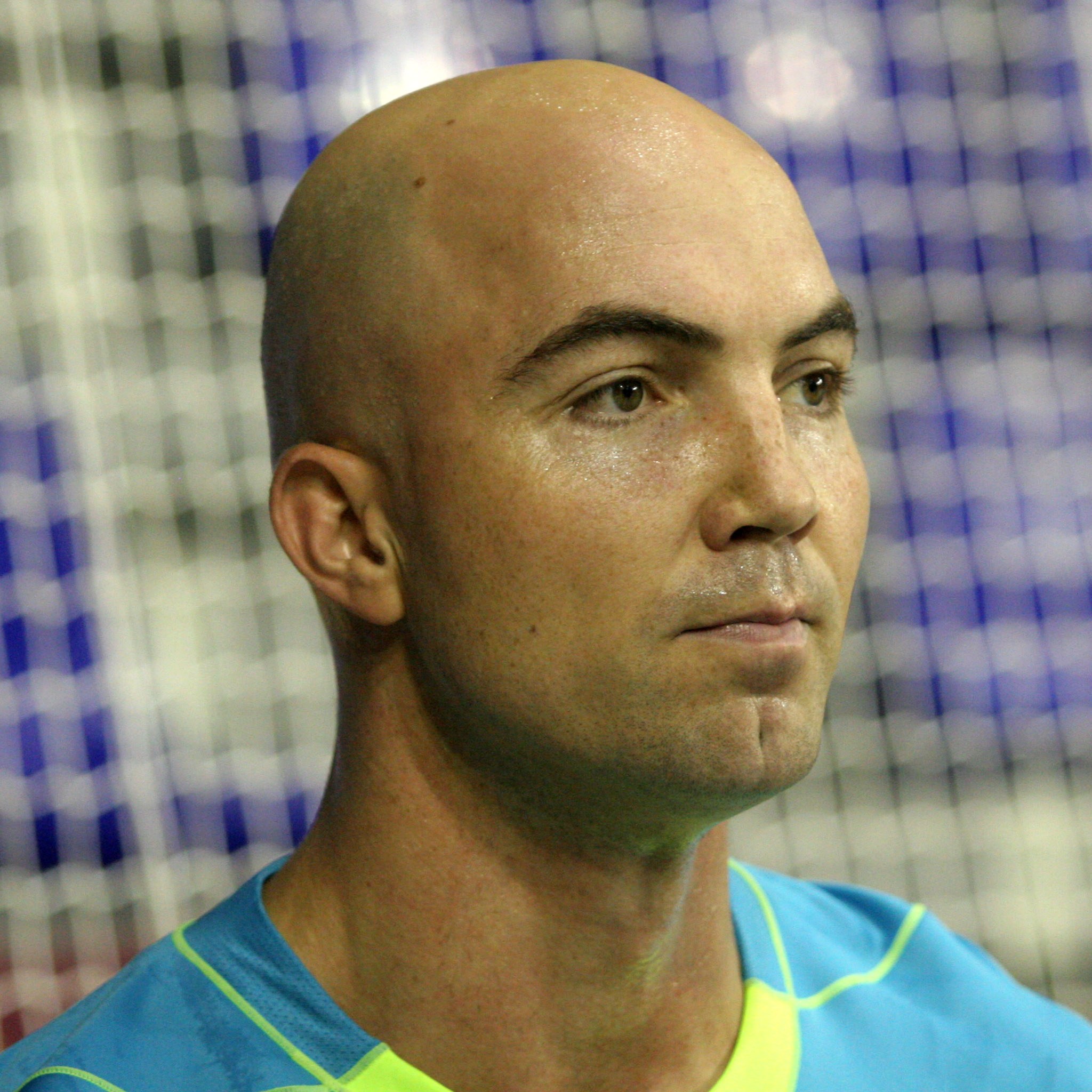
Demetrio Lozano vor einem Spiel in der Champions League

Demetrio Lozano begann in seiner Heimatstadt Alcalá mit dem Handballspiel. 1995 bestritt er für Ademar León seine ersten Ligaspiele in der spanischen Liga Asobal, bevor er 1998 zum spanischen Serienmeister FC Barcelona wechselte. Mit den Katalanen gewann er 1998/1999 und 1999/2000 die spanische Meisterschaft, die EHF Champions League und den europäischen Supercup sowie 1999/2000 die Copa del Rey, die Copa ASOBAL und den spanischen Supercup.
2001 holte der deutsche Verein THW Kiel Lozano an die Ostseeküste. Hier gewann er die deutsche Meisterschaft 2001/2002 sowie 2002 und 2004 den EHF-Pokal, bevor er 2004 nach Spanien zurückkehrte und bei Portland San Antonio spielte. Mit den Basken gewann er 2004/2005 erneut die spanische Meisterschaft und stand 2006 im Finale der Champions League. 2007 kehrte Demetrio Lozano zum FC Barcelona zurück. Im Juni 2010 wechselte er zum Ligarivalen BM Aragón. Dort beendete er nach der Saison 2013/14 seine Spielerkarriere und wurde anschließend Trainer des Vereins. Als der Verein im Oktober 2014 unter Verletzungssorgen litt, gab er sein Comeback.

## Auswahlmannschaften
Am 5. April 1993 debütierte Lozano für Spanien mit der spanischen Jugendnationalmannschaft gegen die italienische Auswahl. Mit der Juniorenauswahl nahm er an der U-21-Weltmeisterschaft 1995 in Argentinien teil, bei der das Team die Silbermedaille gewann. Für die spanischen Nachwuchsteams absolvierte er 32 Spiele, in denen er 85 Tore warf.
Demetrio Lozano hat von November 1995 bis August 2008 insgesamt 223 Länderspiele für die spanische A-Nationalmannschaft bestritten, in denen er 462 Tore warf. Er spielte für Spanien bei der Europameisterschaft 1996 (2. Platz), den Olympischen Spielen 1996 (3. Platz), der Weltmeisterschaft 1997 (7. Platz), der Europameisterschaft 1998 (2. Platz), der Weltmeisterschaft 1999 (4. Platz), der Europameisterschaft 2000 (3. Platz), bei den Olympischen Spielen 2000 (3. Platz), der Weltmeisterschaft 2001 (5. Platz), der Europameisterschaft 2002 (7. Platz), der Europameisterschaft 2004 (10. Platz) und Olympia 2004 (7. Platz). Bei der Weltmeisterschaft 2005 gewann er mit dem Team die Goldmedaille, bei der Weltmeisterschaft 2007 belegte er Platz 7. Sein letztes großes Turnier, bei dem er zudem sein letztes Länderspiel bestritt, war Olympia 2008, bei dem er mit Spanien die Bronzemedaille holte.

## Ausbildung und Lehrtätigkeit
Er erwarb am Instituto Nacional de Educación Física im Jahr 2008 den Abschluss als Bachelor of Science in Sportwissenschaften, im Jahr 2010 erwarb er auch den Mastertitel. Er ist am Centro Internacional de Formación Deportiva Alto Rendimiento tätig.